# Acalolepta meeki
Acalolepta meeki là một loài bọ cánh cứng trong họ Cerambycidae.